# 浅野勇
浅野 勇（あさの いさむ、1926年〈大正15年〉3月1日 - 2007年〈平成19年〉1月23日）は、日本の政治家。岐阜市長（3期）。

## 概要・略歴
- 岐阜県岐阜市出身。旧制岐阜中学、東京高等師範学校卒業。
- 卒業後、岐阜に戻り、高校教師（体育）として、岐阜高校、加納高校、長良高校等で約30年にわたり教鞭をふるい、岐阜市立岐阜商業高校の校長を経て、1984年（昭和59年）より岐阜市教育長を8年程務める。
- 1993年（平成5年）1月、岐阜市長に初当選。2月27日、市長就任[2]。愛称はタネさ。
- 業績としては、JR岐阜駅高架事業に伴う駅前整備。岐阜メモリアルセンターを中心とした国際コンベンション都市づくり、岐阜市立女子短期大学の移転等。元教員ということもあり、教育に対する取り組みが多く、生涯学習事業を推進する。
- 1996年（平成8年）、岐阜市が中核市の認定を受ける。
- 2001年（平成13年）1月に3選を果たすが、この選挙において浅野を支持する市職員の公職選挙法違反事件が発生し、責任をとり2002年（平成14年）1月11日に市長を辞職[3]。違反してまで市長を当選させようとした職員はかつての高校教師時代の教え子が多く、“良い先生”の人望があだとなった。
- 2004年（平成16年）「岐阜・九条の会」の設立にあたり代表呼び掛け人として参加。
- 2007年（平成19年）1月23日、心不全、敗血症のため、死去した。80歳没。叙正五位、旭日小綬章追贈[4]。